# Ole Lilloe-Olsen
Ole Andreas Lilloe-Olsen (Oslo, Noruega 1883 - íd. 1940) fou un tirador noruec, guanyador de sis medalles olímpiques.

## Biografia
Va néixer el 28 d'abril de 1883 al barri de Vestre Aker, situat a la ciutat d'Oslo, capital de Noruega. Va morir el 30 d'abril de 1940 a la seva residència d'Oslo.

## Carrera esportiva
Va participar, als 36 anys, en els Jocs Olímpics d'Estiu de 1920 realitzats a Anvers (Anvers), on va aconseguir guanyar la medalla d'or en les proves de tir al cérvol (tret simple per equips), tir al cérvol (tret doble) i tir al cérvol (tret doble per equips), a més de finalitzar setè en la prova de fossa olímpica (per equips).
En els Jocs Olímpics d'Estiu de 1924 realitzats a París (França) aconseguí guanyar tres noves medalles, així aconseguí revalidar els seus títols olímpics en les proves de tir al cérvol (tret simple per equips) i tir al cérvol (tret doble), i aconseguí la medalla de plata en la prova de tir al cérvol (tret doble per equips). Així mateix finalitzà setè en la prova de fossa olímpica per equips i onzè en la prova de fossa olímpica.